# Star 660
Le STAR 660 est un camion polonais fabriqué entre 1965 et 1983 par Fabryka Samochodów Ciężarowych „Star”. Il est le successeur du STAR 66.

## Historique

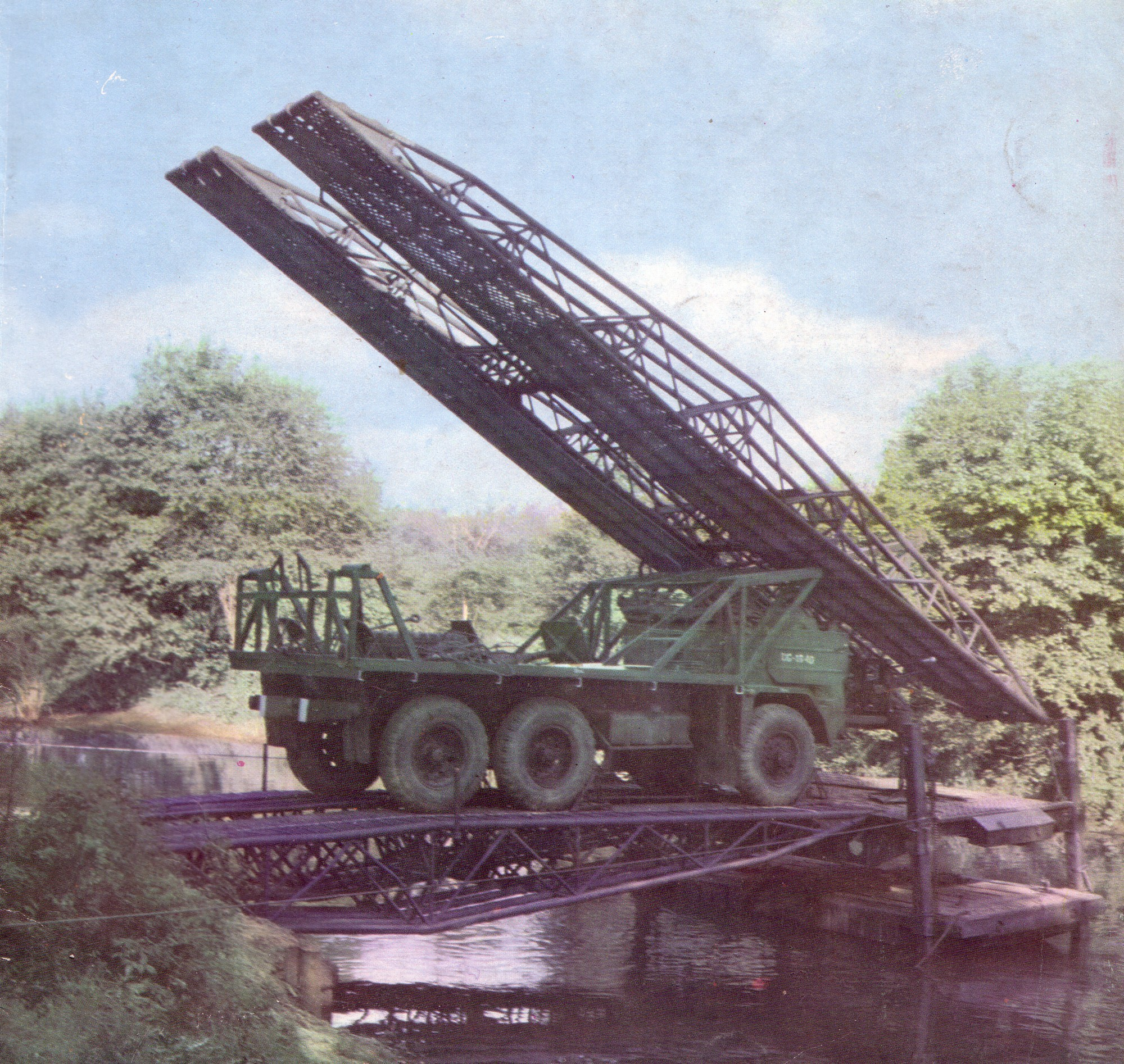
Star 660 avec un pont portatif (SMT-1)

Le STAR 660 est une réponse aux remarques de l'Armée polonaise. Après quelques années d'exploitation du STAR 66, il a été décidé de le moderniser et de l'adapter aux exigences demandées. Les travaux commencent au début des années 1960 au Bureau de construction de l'industrie automobile (Biuro Konstrukcyjne Przemysłu Motoryzacyjnego) de Varsovie ainsi qu'au Bureau de construction de l'usine FSC de Starachowice. L'effet des travaux est présenté en 1962.
La production en série du modèle désigné STAR 660M1 commence en 1965. Il est équipé d'une cabine biplace, ouverte et couverte par une toile en tarp, le pare-brise est en deux parties. Le châssis est en H soudé réalisé avec des tôles embouties. Il est propulsé par un moteur essence de 4 680 cm3 d'une puissance de 105 ch.
En 1968 a lieu une modernisation, le nouveau modèle appelé STAR 660M2 est équipé d'une cabine presque entièrement métallique, couverte de toile. Elle offre une meilleure isolation thermique et acoustique. La calandre et le levier de vitesses ainsi que l'installation électrique ont été modifiés, désormais le camion peut être entièrement inondé lors de traversée des rivières.
La même année est introduit le STAR 660D équipé d'un moteur diesel de 6 230 cm3 d'une puissance de 100 ch. Dès 1970  un nouveau moteur de  6 840 cm3 développant 150 ch est disponible.
Malgré le lancement en 1973 par la FSC d'un nouveau camion tout-terrain, Le STAR 266, la production du STAR 660 est continuée jusqu'en 1983.

## Motorisation
Le STAR 660 est propulsé par des moteurs suivants:
- S47 essence 6 cylindres de 4 680 cm3 d'une puissance de 105 ch
- S530A diesel 6 cylindres de 6 230 cm3 d'une puissance de 100 ch
- S359 diesel 6 cylindres de 6 840 cm3 d'une puissance de 150 ch

## Différentes versions
- 117 AUM fourgon
- Hydros R-061 grue mobile
- ŻSH-6S grue mobile
- K-407B pelleteuse
- R 118, R 137 et R140 camion radio
- 750 Sarna dépanneuse
- AP-64 et BP-64 transport de ponts portatifs

## Curiosité

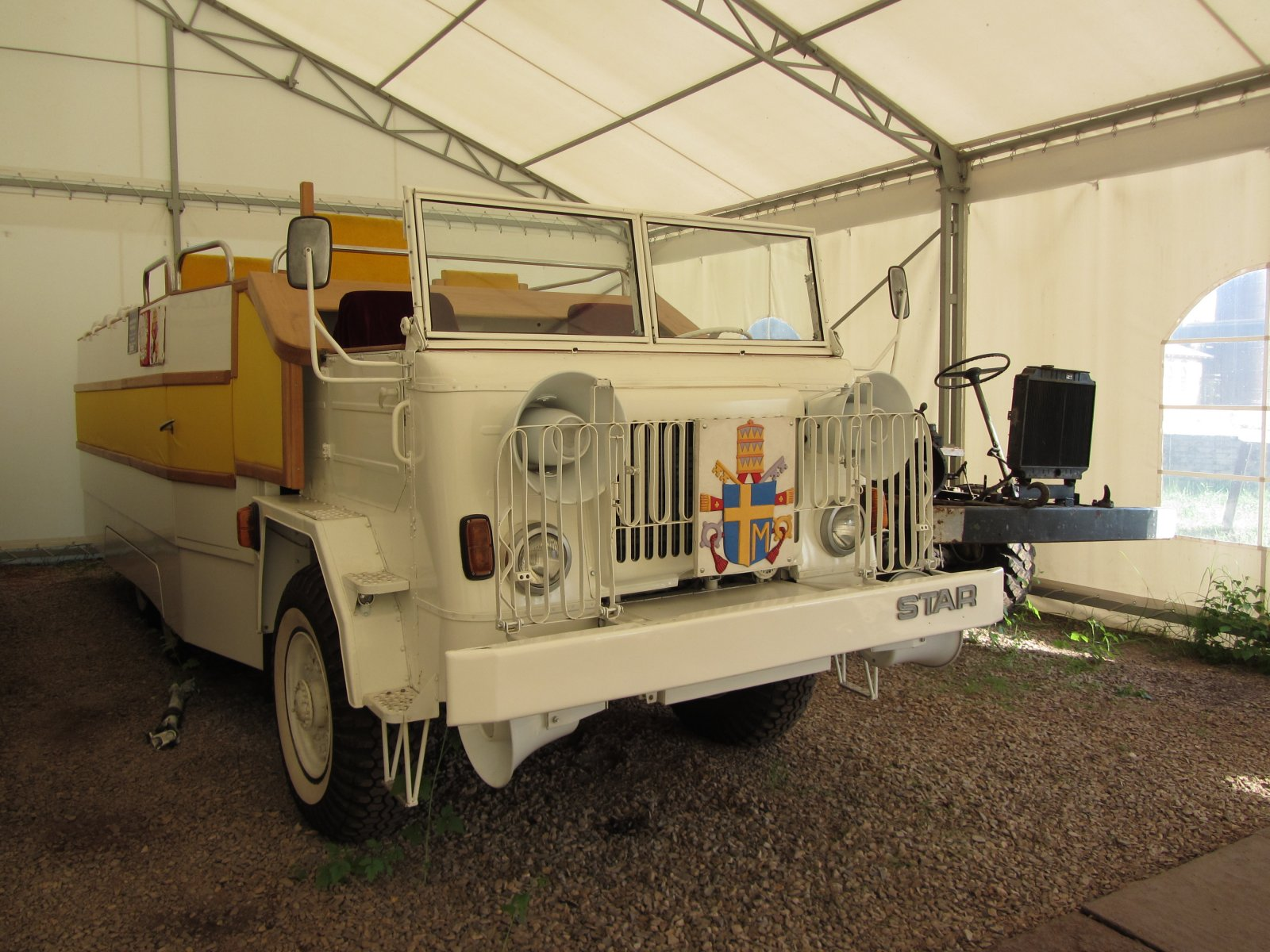
STAR 660 M2 version Papamobile (1979)

Une version spéciale du STAR 660 M2 a été réalisée pour le Pape Jean-Paul II et lui servir de Papamobile durant son premier voyage apostolique en Pologne en 1979.